# Pensham
Pensham est une localité anglaise située dans le comté du Worcestershire.